# Lovable People
『Lovable People』（ラヴァブル・ピープル）は、槇原敬之20枚目のオリジナル・アルバム。2015年2月11日にBuppuレーベルから発売。

## 概要
『Dawn Over the Clover Field』から2年2か月ぶり。独自レーベル「Buppuレーベル」第3弾で、25周年記念ツアーのサブタイトルである。
初回限定盤はDVD同梱スリーブケース仕様。DVDに「Fall」のミュージック・ビデオを収録。
本作を携え2015年3月14日からコンサートツアー「Makihara Noriyuki Concert Tour 2015 "Lovable People"」が埼玉県の川口総合文化センター・リリアメインホールから開始。同年7月5日の大阪・フェスティバルホールまで全43公演を敢行。同ツアーの模様を収録したDVD『Makihara Noriyuki Concert Tour 2015 "Lovable People"』が2015年10月21日発売。

## トラックリスト
| 全作詞・作曲: 槇原敬之（8・ポール・マッカートニー）、全編曲: 槇原敬之。 |                                        |                                       |                                       |      |
| #                                                                       | タイトル                               | 作詞                                  | 作曲・編曲                            | 時間 |
| 1.                                                                      | 「Theme for Lovable People」           | 槇原敬之（8・ポール・マッカートニー） | 槇原敬之（8・ポール・マッカートニー） | 2:39 |
| 2.                                                                      | 「ミタテ」                             | 槇原敬之（8・ポール・マッカートニー） | 槇原敬之（8・ポール・マッカートニー） | 5:52 |
| 3.                                                                      | 「Life Goes On～like nonstop music～」 | 槇原敬之（8・ポール・マッカートニー） | 槇原敬之（8・ポール・マッカートニー） | 4:24 |
| 4.                                                                      | 「可愛い人」                           | 槇原敬之（8・ポール・マッカートニー） | 槇原敬之（8・ポール・マッカートニー） | 4:22 |
| 5.                                                                      | 「君の書く僕の名前」                   | 槇原敬之（8・ポール・マッカートニー） | 槇原敬之（8・ポール・マッカートニー） | 5:03 |
| 6.                                                                      | 「鋭く尖った細い月」                   | 槇原敬之（8・ポール・マッカートニー） | 槇原敬之（8・ポール・マッカートニー） | 4:21 |
| 7.                                                                      | 「新しいドア」                         | 槇原敬之（8・ポール・マッカートニー） | 槇原敬之（8・ポール・マッカートニー） | 4:20 |
| 8.                                                                      | 「Once Upon A Long Ago」               | 槇原敬之（8・ポール・マッカートニー） | 槇原敬之（8・ポール・マッカートニー） | 5:20 |
| 9.                                                                      | 「言わせて下さい」                     | 槇原敬之（8・ポール・マッカートニー） | 槇原敬之（8・ポール・マッカートニー） | 5:17 |
| 10.                                                                     | 「Fall」                               | 槇原敬之（8・ポール・マッカートニー） | 槇原敬之（8・ポール・マッカートニー） | 4:06 |
| 11.                                                                     | 「Elderflower Cordial」                | 槇原敬之（8・ポール・マッカートニー） | 槇原敬之（8・ポール・マッカートニー） | 5:17 |
| 12.                                                                     | 「君への愛の唄」                       | 槇原敬之（8・ポール・マッカートニー） | 槇原敬之（8・ポール・マッカートニー） | 5:49 |
| 13.                                                                     | 「Alone」                              | 槇原敬之（8・ポール・マッカートニー） | 槇原敬之（8・ポール・マッカートニー） | 7:30 |
| 合計時間:                                                               | 合計時間:                              | 64:20                                 |                                       |      |

## 曲解説
1. Theme for Lovable People
2. ミタテ
3. Life Goes On〜like nonstop music〜
  - 2014年2月26日発売の44枚目シングル。
  - フジテレビ生活情報番組「ノンストップ!」テーマソング。
4. 可愛い人
5. 君の書く僕の名前
6. 鋭く尖った細い月
7. 新しいドア
  - 先行シングル「Fall」のC/W曲。
  - MBSがん検診啓発キャンペーン「MBS Jump Over Cancer」テーマ曲。
8. Once Upon A Long Ago
  - Paul McCartneyカバー曲
9. 言わせて下さい
10. Fall
  - 2014年11月19日発売の45枚目シングル。
  - 日本テレビ系列水曜10時枠の連続ドラマ『きょうは会社休みます。』主題歌
11. Elderflower Cordial
  - 音楽の時間 〜MUSIC HOUR〜、ミュージックフェア出演時に歌唱。
12. 君への愛の唄
  - 「Life Goes On〜like nonstop music〜」のC/W曲。
  - ミュージカル「愛の唄を歌おう」書き下ろし曲。[2]
13. Alone